# Мані Ратнам
Мані Ратнам (англ. Mani Ratnam там. மணிரத்னம் மணிரத்னம், гінді मणिरत्नम्, справжнє ім'я Гопал Ратнам Субраман'ям, англ. Gopala Ratnam Subramaniam нар. 2 червня 1956, Мадурай, Тамілнад, Індія) — індійський режисер, сценарист, продюсер, що працює в основному в Коллівуді. Володар численних нагород, у тому числі кількох Національних кінопремій, Filmfare Awards, Filmfare Awards South. Нагороджений урядовою нагородою Падма Шрі (2002).

## Біографія
Мані Ратнам (при народженні — Гопал Ратнам Субраман'ям) народився 2 червня 1956 року в тамільській сім'ї брахманів у місті Мадурай в штаті Тамілнад. Його батько і два брати були кінопродюсерами.
Виріс в Ченнаї, де закінчив коледж в області комерції Ramakrishna Mission Vivekananda College, який є філією Мадраського університету, а потім отримав ступінь магістра ділового адміністрування в Jamnalal Bajaj Institute of Management Studies. До того, як почати працювати в кінематографі, працював консультантом з менеджменту.
У 1983 році дебютував у кіно в якості режисера фільму мовою каннада Pallavi Anu Pallavi. Потім були зняті фільми Unaru (мовою малаялам) і Pagal Nilavu (тамільською мовою), які не мали комерційного успіху. Популярність прийшла до Ратнама після фільму Mouna Ragam («Мовчазна симфонія», 1986). Наступний фільм — Nayakan («Герой», 1987) з Камалом Хасаном в головній ролі мав величезний успіх і визнання на національному рівні.
На початку своєї кар'єри Ратнам часто співпрацював з композитором Ілаяраджею, згодом — з композитором А. Р. Рахманом.
Дебютом режисера в Толлівуді став фільм Geethanjali («Гітанджалі», 1989), який отримав Національну кінопремію, визнання критики і мав комерційний успіх.
Мані Ратнам також відомий своєю «трилогією про тероризм», що включає в себе фільми «Роза» (1992), «Бомбей» (1995) і «Кохання з першого погляду» (1998). У 2010 році помітною режисерською роботою Ратнама став фільм, знятий в двох версіях — «Демон» (Raavanan) тамільською мовою і фільм на хінді — «Злодій» (Raavan) (в обох версіях в головній жіночій ролі знялася Айшварія Рай, в тамільській версії в негативній ролі — південно-індійський актор Вікрам, а в Боллівуді в тій же ролі — Абхішек Баччан).
Фільми Ратнама Nayakan (1987) і Anjali (1990) були представлені Індією на премію «Оскар» у категорії «Кращий фільм іноземною мовою», але не увійшли в шорт-лист номінації.
Nayakan (1987) Ратнама поряд з «Трилогією про Апу» Сатьяджіта Рая і фільмом «Жага» Гуру Датта є єдиними фільмами Індії в списку «100 кращих фільмів всіх часів» за версією журналу Time.
Мані Ратнам — власник кінокомпанії Madras Talkies.

### Сім'я
- Батько — кінопродюсер Ратнам Айєр (Ratnam Iyer)[2].
- Брати — кінопродюсери Г. Венкатешваран (13.01.1948 — 03.05.2003) і Г. Шрінівасан (23.09.1958 — 27.05.2007).
- Дружина — актриса Сухасіні Маніратнам, племінниця Камала Хасана і дочка його старшого брата Чарухасана (одружилися в 1982 році).
- Син — Нандан Маніратнам.

## Фільмографія
- 1983 — Pallavi Anu Pallavi
- 1985 — Pagal Nilavu
- 1985 — Idaya Kovil
- 1986 — Мовчазна симфонія / Mouna Ragam[en]
- 1987 — Герой / Nayakan (Nayagan)[en]
- 1988 — Agni Natchathiram
- 1989 — Гітанджалі / Gitanjali[en]
- 1990 — Anjali
- 1991 — Thalapathi
- 1992 — Роза / Roja
- 1993 — Thiruda Thiruda
- 1995 — Бомбей / Bombay
- 1997 — Тандем / Iruvar
- 1998 — Кохання з першого погляду / Dil Se..
- 2000 — Набегающие волны / Alai Payuthey
- 2000 — Kelviyin Nayagan
- 2002 — Слід від поцілунку на щоці / Kannathil Muthamittal
- 2004 — Молодість / Ayitha Ezhuthu
- 2004 — На перехресті доль / Yuva
- 2007 — Гуру: Шлях до успіху / Guru
- 2010 — Демон / Raavanan
- 2010 — Злодій / Raavan
- 2013 — Море / Kadal
- 2015 — O Kadhal Kanmani
- 2017 — Kaatru Veliyidai

## Нагороди
- 2002 — Падма Шрі[3]

Інші
- 1983 — Karnataka State Film Award за кращий сценарій — Pallavi Anu Pallavi[en]
- 1990 — Nandi Award за кращий сюжет — «Гітанджалі»